# Selaginella menziesii
Selaginella menziesii là một loài dương xỉ trong họ Selaginellaceae. Loài này được Spring mô tả khoa học đầu tiên.